# アレクサンドル・ペトロフ (俳優)
アレクサンドル・アンドレーヴィチ・ペトロフ（ロシア語: Александр Андреевич Петров、1989年1月25日 - ）は、『アトラクション 制圧』（2017年）、『魔界探偵ゴーゴリ』シリーズで知られるロシアの俳優。

## 経歴・人物
アレクサンドル・ペトロフは、ロシア・ソビエト連邦社会主義共和国（誕生の1年11か月後にロシア連邦となる）ヤロスラヴリ州ペレスラヴリ・ザレスキーで生まれた。
幼少期からサッカーを好み、9歳のときに地元のサッカークラブのジュニアクラスに加入が認められる。15歳になるとサッカーの才能が認められ、モスクワでのトレーニングに招待される。モスクワに向かう準備をしていたさなか、夏の練習中にレンガの山が崩壊する事故に遭って大怪我を負った。この事故による重度の脳震盪のため、医者からスポーツを禁じられた。
卒業後はロシア科学アカデミーのプログラムシステム研究所にあるペレスラヴリ大学の経済学科に入った。しかし、すぐに自分には向いていないと感じ、KVNという学生団体に参加し、劇場でパフォーマンスを始めた。
演劇祭の間、ペトロフはロシア演劇アカデミー（GITIS）のマスタークラスに参加し、2008年に大学を退学後はモスクワへと向かい、L.キーフェッツの演出クラスのワークショップに参加するためGITISになんとか入ることができた。
2012年から2013年にかけて、アレクサンドルはモスクワ劇場「Et Cetera」に出演した。その後、彼はアレクサンドル・カリャーギンからモスクワ劇場「エト・セテラ」の一座への誘いを受けた。ロバート・スタルアが監督を務め、W.シェイクスピアの劇『ヴェニスの商人』が原作の劇で、シャイロック役にあたるグラッツィアーノを演じた。
2013年にオレグ・メンシコフが代表を務めるエルモロワ劇場の劇団へ入団が認められ、ヴァレリー・サルキソフが監督したシェイクスピアの悲劇『ハムレット』を演じた。

## 俳優としてのキャリア
2010年にテレビドラマ『Voices』に出演しデビュー。 2012年に連続ドラマ『While the fern is blooming』で主要キャストを演じる。
2015年には『スレダ』のアレクサンドル・ツェカロがプロデューサーを務めた犯罪ドラマシリーズ『The Method』で、警察官ジェーニャの補佐役を演じた。同年には同じ制作会社による連続ドラマ『Fartsa』にも主役として出演した。このドラマは「Fartsovka」というソビエト時代に外国人から物資や貨幣を違法に収得することを表し、作家志望のアンドレイ・トロフィモフを演じた。2017年、スレダ制作の映画『魔界探偵ゴーゴリ 暗黒の騎士と生け贄の美女たち』に出演した。このホラーファンタジー映画は、短編集「ディカーニカ近郷夜話」を原案としており、アレクサンドル・ペトロフは作者のニコライ・ゴーゴリを演じている。
アレクサンドル・ペトロフは災害をテーマとした フョードル・ボンダルチュク監督の『アトラクション 制圧』（2017）でも主要キャストの一人を演じている。映画の内容は、都市の向こうに未確認飛行物体が現れ、市民の安全のためその物体を迎撃することに。飛行物体が墜落すると、専門家が不気味な生物を発見する。
2018年にはフィギュアスケートをテーマとしたミュージカル・ロマンティックドラマ『Ice』に出演している。
また、アカデミー賞の外国語映画賞を受賞したニキータ・ミハルコフが製作を務めた、2019年公開の『T-34 レジェンド・オブ・ウォー』にも出演。第二次世界大戦中にナチス・ドイツ軍の捕虜となった、ソ連の新米士官である主人公ニコライ・イヴシュキンを演じている。
映画の情報やデータベースがある「Kinopoisk」によるとアレクサンドル・ペトロフは2017年のもっとも有名なロシア人俳優として紹介されていた。

## 主な出演作品

### 映画
| 年   | 邦題 原題                                                            | 役柄                                               | 備考                         |
| ---- | -------------------------------------------------------------------- | -------------------------------------------------- | ---------------------------- |
| 2012 | オーガストウォーズ August Eighth                                     | ヤシュカ、戦車長                                   |                              |
| 2013 | The Habit of Parting                                                 | デニス                                             |                              |
| 2013 | Yolki 3                                                              | スラビク                                           |                              |
| 2014 | Love in Vegas                                                        | Artyom Isaev Jr.                                   |                              |
| 2014 | Fort Ross: In Search of Adventure                                    | アルチョム・イサエフ・ジュニア                     | （ ru ）                     |
| 2015 | Happiness is...                                                      | アルチョム                                         |                              |
| 2015 | Elusive: The Last Hero                                               | ムスティテル                                       | （ ru ）                     |
| 2016 | Sheep and Wolves                                                     | グレー                                             | 声の出演                     |
| 2016 | Vera's Gift                                                          | アントン                                           | 短編映画                     |
| 2017 | アトラクション 制圧 Attraction                                       | チョーマ                                           |                              |
| 2017 | 魔界探偵ゴーゴリ 暗黒の騎士と生け贄の美女たち Gogol. The Beginning   | ニコライ・ゴーゴリ                                 |                              |
| 2017 | コップ・ベイビー Partner                                             | クロム（赤ちゃんと体をすり替えられた）             | モーションキャプチャでの出演 |
| 2017 | ミスティック・フェイス Mind Battle                                   | アレックス                                         | （ ru ）                     |
| 2018 | Ice                                                                  | アレクサンダー・サーシャ・ゴーリン（ホッケー選手） |                              |
| 2018 | 魔界探偵ゴーゴリII 魔女の呪いと妖怪ヴィーの召喚 Gogol. Viy           | ニコライ・ゴーゴリ                                 |                              |
| 2018 | 魔界探偵ゴーゴリIII 蘇りし者たちと最後の戦い Gogol. Terrible Revenge | ニコライ・ゴーゴリ                                 |                              |
| 2018 | The Day Before                                                       | ローマ                                             |                              |
| 2018 | Policeman from Rublyovka. New Year Mayhem                            | グリシャ・イズマイロフ                             |                              |
| 2019 | T-34 レジェンド・オブ・ウォー T-34                                   | ニコライ・イヴシュキン                             |                              |
| 2019 | ANNA/アナ Anna                                                       | ペーチャ                                           |                              |
| 2019 | ザ・スパイ ゴースト・エージェント Hero                               | アンドレイ・ロダン                                 |                              |
| 2019 | Text                                                                 | イリヤ・ゴリュノフ                                 |                              |
| 2020 | アトラクション 侵略 Invasion                                         | アルチョム・タカチョフ                             |                              |
| 2020 | Ice 2                                                                | アレクサンダー・サーシャ・ゴーリン                 |                              |
| 2020 | Winter                                                               | マックス                                           |                              |
| 2020 | Streltsov                                                            | エドゥアルド・ストレツォフ                         |                              |

### テレビ番組
| 年   | 題名                                     | 役割                     | 備考                  |
| ---- | ---------------------------------------- | ------------------------ | --------------------- |
| 2010 | Voices                                   | リア                     | 12,13話目のみ出演     |
| 2012 | Marina Grove                             | イゴール・スピリドノフ   | 9話目のみ出演         |
| 2012 | While the Fern is Blooming               | キリル・アンドレーエフ   |                       |
| 2013 | Without the right to choose              | リョカ                   |                       |
| 2013 | Petrovich                                | デニス・ヴォルコフスキー | 3話目「人々」での出演 |
| 2013 | Second wind                              | イリヤ                   |                       |
| 2014 | Embracing the Sky                        | ヴァニャ・コトフ         |                       |
| 2015 | Fartsa                                   | アンドレイ・トロフィモフ | （ ru ）              |
| 2015 | The Law of the Concrete Jungle           | ヴァディク               | （ ru ）              |
| 2015 | The Method                               | ジェーニャ               |                       |
| 2016 | You All Infuriate Me                     | マーク                   | （ ru ）              |
| 2016 | Policeman from Rublyovka                 | グリシャ・イズマイロフ   | （ ru ）              |
| 2016 | Mata Hari                                | マシュー                 |                       |
| 2016 | Drunken firm                             | グリゴリー・シュチュニー | （ ru ）              |
| 2017 | Policeman from Rublevka 2                | グリシャ・イズマイロフ   |                       |
| 2017 | You All Infuriate Me                     | マーク・カリーニン       |                       |
| 2018 | Sparta                                   | ミハイル・バルコフスキー |                       |
| 2019 | Belovodie. The Mystery of a Lost Country | キリル・アンドレーエフ   | （ ru ）              |